# Entosthodon obtusus
Entosthodon obtusus là một loài Rêu trong họ Funariaceae. Loài này được (Hedw.) Lindb. mô tả khoa học đầu tiên năm 1865.